# Macclenny (Florida)
Macclenny es una ciudad ubicada en el condado de Baker en el estado estadounidense de Florida. En el Censo de 2010 tenía una población de 6.374 habitantes y una densidad poblacional de 519,53 personas por km².

## Geografía
Macclenny se encuentra ubicada en las coordenadas 30°16′54″N 82°7′29″O / 30.28167, -82.12472. Según la Oficina del Censo de los Estados Unidos, Macclenny tiene una superficie total de 12.27 km², de la cual 12.27 km² corresponden a tierra firme y (0%) 0 km² es agua.

## Demografía
Según el censo de 2010, había 6.374 personas residiendo en Macclenny. La densidad de población era de 519,53 hab./km². De los 6.374 habitantes, Macclenny estaba compuesto por el 77.97% blancos, el 17.95% eran afroamericanos, el 0.49% eran amerindios, el 0.67% eran asiáticos, el 0.02% eran isleños del Pacífico, el 0.66% eran de otras razas y el 2.24% pertenecían a dos o más razas. Del total de la población el 2.49% eran hispanos o latinos de cualquier raza.